# Joop Visch

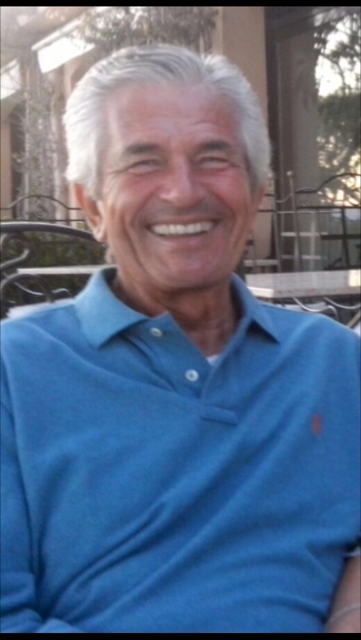
Joop Visch

Johannes Hendrikus (Joop) Visch (Hilversum, 19 augustus 1940 – Monaco, 9 maart 2017) was een Nederlands televisieproducent.

## Biografie
Visch begon zijn carrière als productieleider in 1963 bij het filmbedrijf Cinecentrum in Hilversum (destijds een samengaan van Polygoon, Profilti, Multifilm, Telefilm en Interfilm). Visch was betrokken bij de productie van vele televisieseries die - eerst nog in zwart-wit - op locatie werden gemaakt, zoals 
- De kleine waarheid, onder regie van Willy van Hemert met in de hoofdrol Willeke Alberti
- De kleine zielen, onder regie van Bob Löwenstein met vele bekende acteurs en actrices w.o. Ellen Vogel, Caro van Eyck
- Taxichauffeur, onder regie van Paul Cammermans met in de hoofdrol Rien van Nuenen
- Pipo de Clown, ca. 800 afleveringen van vijf minuten geschreven door auteur Wim Meuldijk
- Floris en Sindala, in 12 afleveringen van een half uur onder regie van Paul Verhoeven met in de hoofdrol o.a. Rutger Hauer

Hij voerde ook de productieleiding over de televisiefilms ‘Arsène Lupin’ en ‘L’Oreille Absolut’ zijnde de Nederlandse bijdragen van de NCRV in de co-productie met Pathé voor de Franse tv in Frankrijk.
Medio de jaren zeventig werd Visch directeur/producent van Polyscope (dochter van Polygram en Cinecentrum) en initieerde en produceerde een aantal jeugd- en kindertelevisieseries waaronder:
- Peppi en Kokki, 78 afleveringen voor de KRO
- Duel in de diepte, 13 afleveringen voor de KRO onder regie van Bram van Erkel met in de hoofdrollen Lidy Sluyter, Peter Faber en Rutger Hauer
- Brainwave, een co-productie van AVRO, BRT en Télécip (voor de ORTF) in Frankrijk onder regie van John van de Rest met in de hoofdrollen Pierre Vaneck, Josine van Dalsum en Maxim Hamel

Voorts produceerde hij de kinderspeelfilms ‘Peppi en Kokki bij de marine’ en ‘Pipo en de woeste piraten’, deze laatste die evenals Duel in de diepte werd gedraaid op locatie op de Nederlandse Antillen. Als co-producent van producent en collega van Cinecentrum, Gerrit Visscher, was Visch betrokken bij de productie van Sil de strandjutter voor de NCRV en BRT onder regie van Bob Löwenstein met in de hoofdrollen o.a. Jan Decleir en Monique van de Ven.
Visch legde zich daarna toe op het maken van tekenfilmseries: PIP & ZIP, F.C. Knudde, Barbapapa (gemaakt in co-productie met de NTS, Sveriges Radio, BBC en RAI), de Doctor Snuggles-tekenfilmserieserie in coproductie met AVRO, WDR en Sveriges Radio. Voor deze tekenfilmproducties werden animators van Toonder Studio's ingeschakeld d.w.z. voor het maken van de modelsheets en de eerste storyboards.
Begin jaren tachtig stapte Visch als directeur/producent over naar S.E.P.P. in Brussel (een nevenbedrijf van de uitgeversmaatschappij Dupuis) en daar zette hij zijn carrière op het gebied van de productie van tekenfilms voort en was betrokken bij de productie en exploitatie van de Smurfen-series in 269 afleveringen van een half uur gemaakt in co-productie met Hanna-Barbera voor het Amerikaanse netwerk NBC. Deze serie werd onder de nationaal bekende titels in praktisch alle landen uitgezonden (Die Schlümpfe, Les Schtroumpfs, Dardazim, I Puffi, Los Pitofos, etc.). Na de Smurfen volgden voor Visch nog vele andere tekenfilmproducties zoals de Snorkels, Seabert, Foofur, etc.
In 1986 werd de uitgeverij Dupuis en S.E.P.P. verkocht aan de Groupe Bruxelles Lambert (GBL) en Hachette. Dat bracht Visch ertoe om een jaar daarna afscheid te nemen van zijn actieve leven als producent.